# Homeomastax carrikeri
Homeomastax carrikeri är en insektsart som först beskrevs av Morgan Hebard 1923.  Homeomastax carrikeri ingår i släktet Homeomastax och familjen Eumastacidae. Inga underarter finns listade i Catalogue of Life.